# نیسان سانی

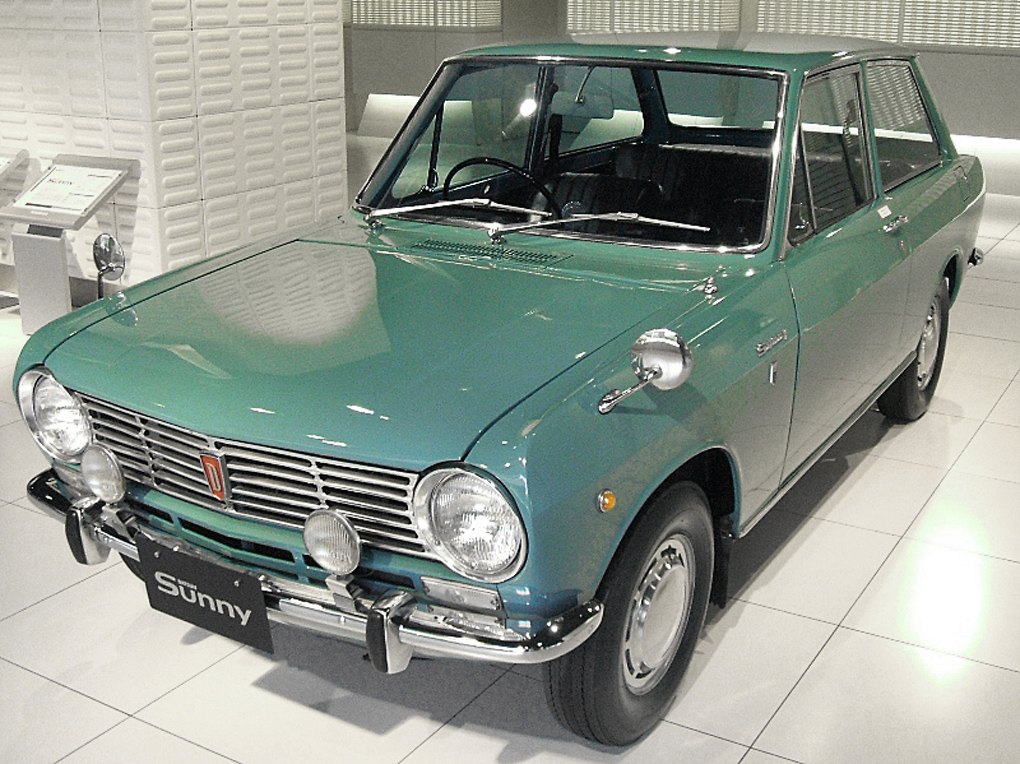

نیسان سانی (Nissan Sunny) خودرویی است که در سال‌های ۱۹۶۶–۱۹۶۹تولید شده‌است.
طراحی آن خودروهای موتور جلو-محور عقب بوده ارتفاع آن در حالت طبیعی ۱٬۲۹۵ میلیمتر (۵۱ اینچ) است.
موتور آن ۹۸۸ سی‌سی سیستم جعبه‌دندهٔ آن ۴ دنده به صورت دستی است.

## نگارخانه

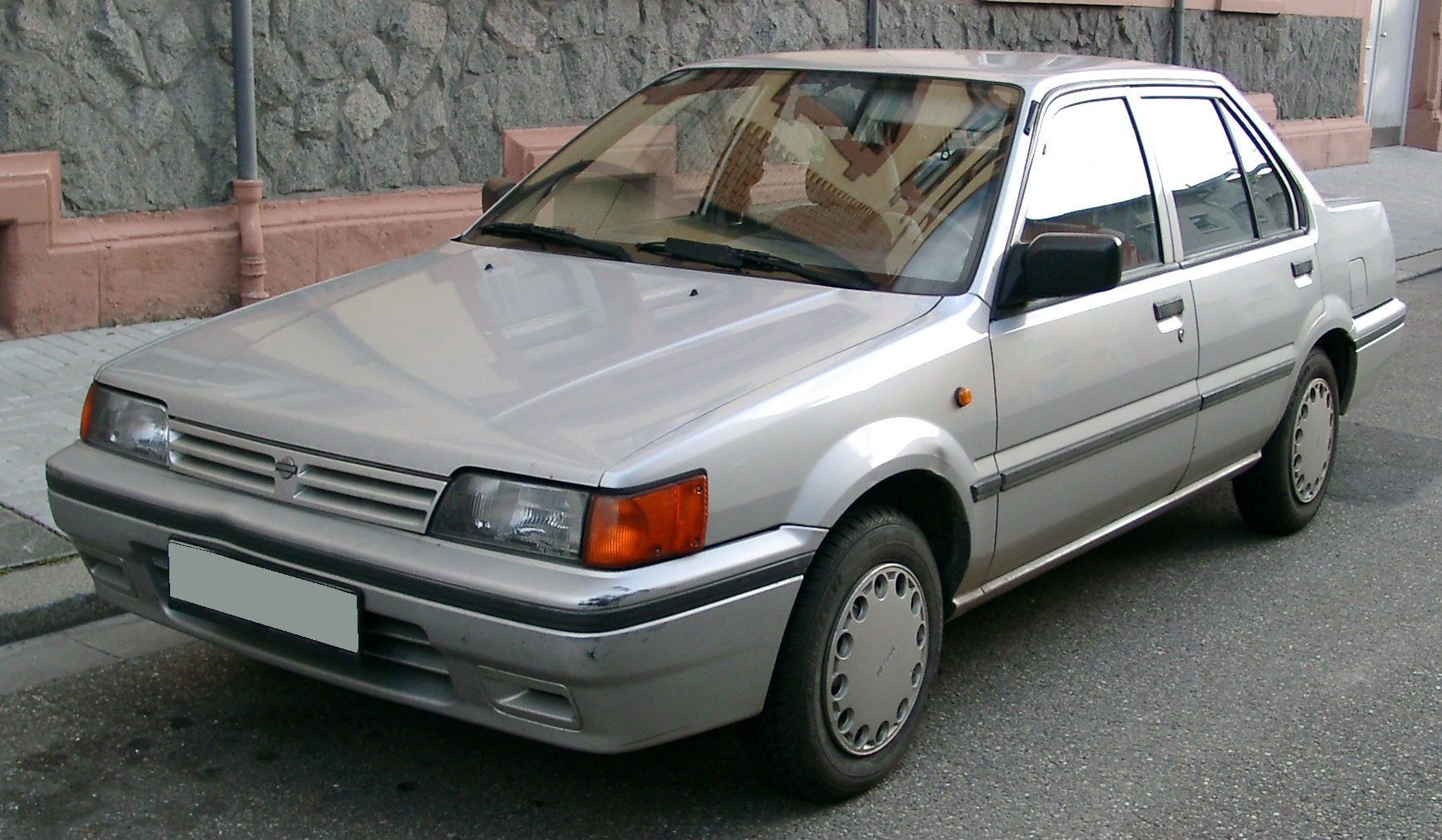
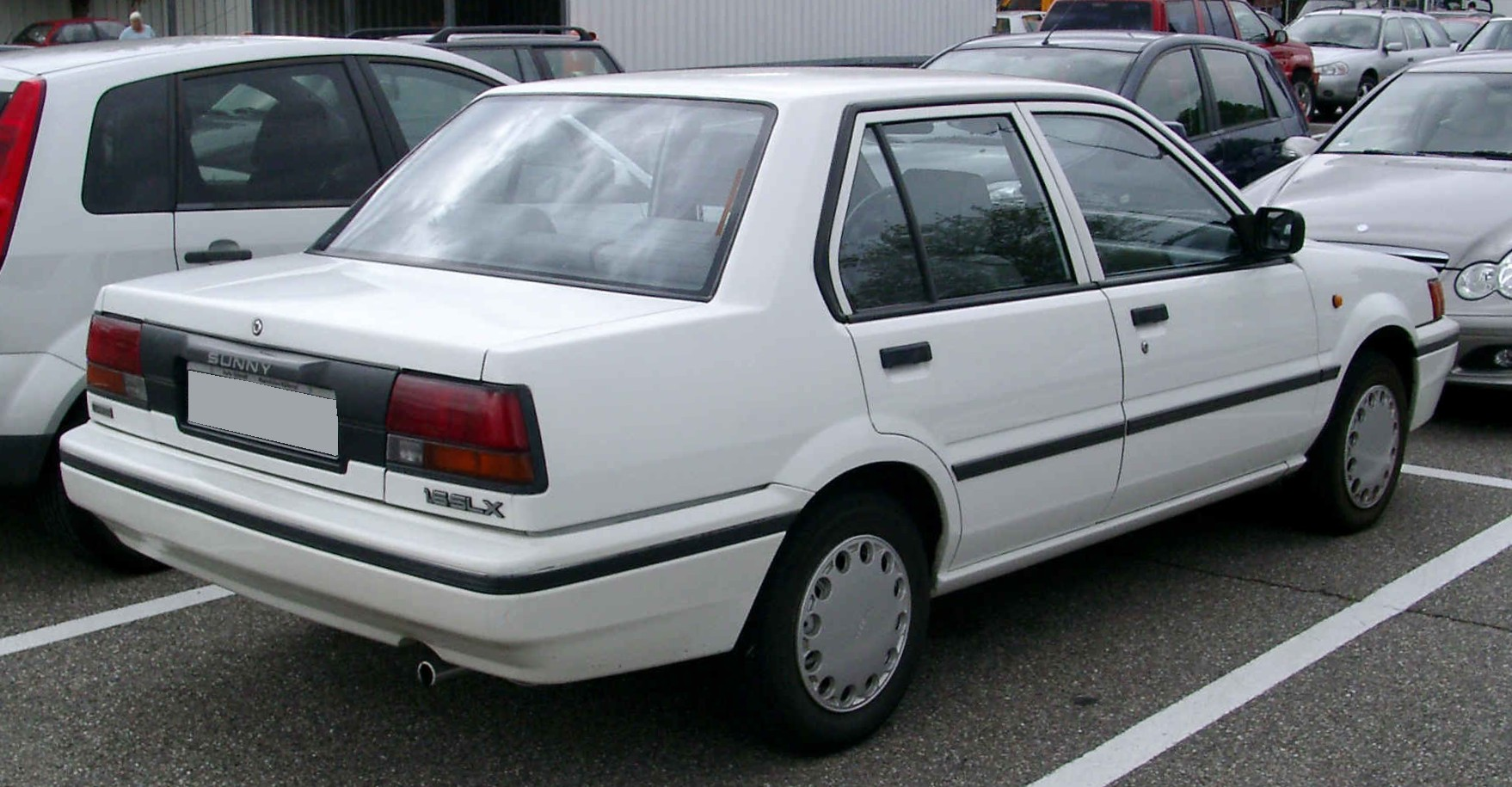